# British Rail

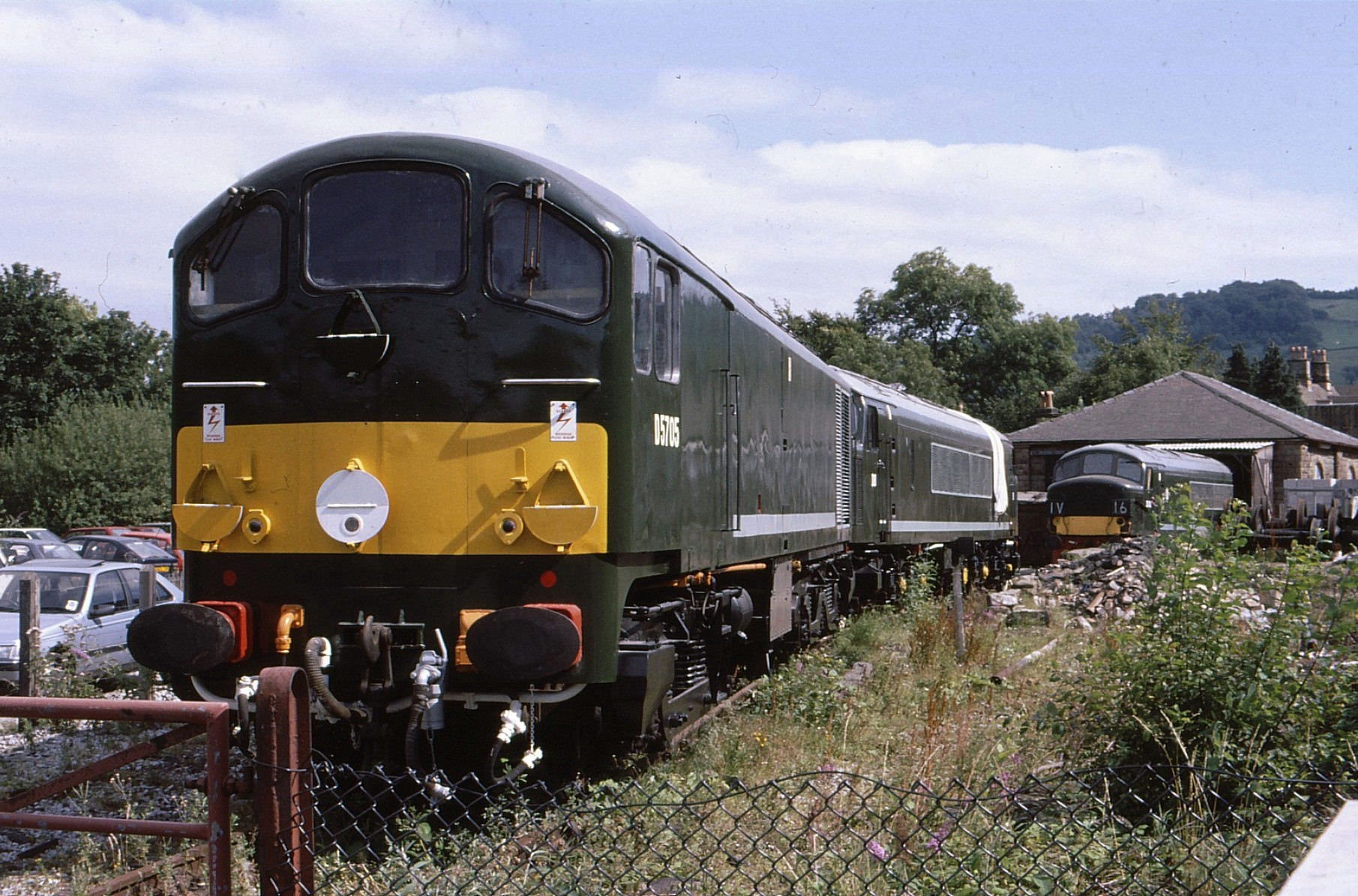
Тепловоз BRC 28, созданный в 1958 году по программе модернизации British Rail

British Rail — железнодорожный оператор, действовавший в Великобритании с 1948 по 1997 год.

## История
Компания была создана в результате национализации в 1948 году Большой четвёрки Британских железнодорожных компаний (Great Western Railway, London, Midland and Scottish Railway, London and North Eastern Railway, Southern Railway). Компания пережила процесс дизелизации и электрификации железных дорог.

## Приватизация
Действовала компания до поэтапной приватизации British Rail с 1994 по 1997 год.